# Nemešany
Nemešany (Hongaars: Nemessány) is een Slowaakse gemeente in de regio Prešov, en maakt deel uit van het district Levoča.
Nemešany telt 390 inwoners.